# L'âme ailée – L'âme ouverte
L'âme ailée – L'âme ouverte is een tweeluik gecomponeerd door Giacinto Scelsi. Het bestaat uit twee werken in oorsprong geschreven voor viool solo. In beide schrijft Scelsi microtonaliteit op de viool voor tot een achtste toonafstand. Zowel L’âme ailée (De gevleugelde geest) als L’âme ouverte (De open geest) kregen daardoor het karakter van een sirene mee. Door de kleine toonafstanden benadert de klank ook het zoemen van een mug. De beide stukken voor viool passen binnen de soort muziek die Scelsi schreef. Er zijn geen tekenen van ritme, maat, melodie en/of toonsoort. Toch staan deze twee werken binnen het oeuvre van de Italiaan bekend om hun extreem statisch monotoon karakter.
Indeling:
- L’âme ailée circa vijf minuten
- L’âme ouverte circa drie minuten

Scelsci schreef al eerder een soortgelijk werk: Xnoybis